# Louis de Jaucourt
Louis de Jaucourt, francoski teolog, fiziolog, kemik, botanik, patolog, zgodovinar, zdravnik in enciklopedist, * 16. september 1704, Pariz, Francija, † 3. februar 1779, Compiègne.
Po študiju teologije (Univerza v Ženevi), naravoslovja (Univerza v Cambridgeu) in medicine (Univerza v Leidnu) se je ukvarjal z znanstvenim preučevanjem in pisanjem.
Najbolj je znan po delu za L'Encyclopédie; napisal je okoli 18.000 oziroma 25 % vseh člankov. Pisal je predvsem o področjih: fiziologija, kemija, botanika, patologija in politična zgodovina.
Bil je član Kraljeve družbe.